# Aya Nakamura
Aya Nakamura, geboren als Aya  Coco Danioko (Bamako, 10 mei 1995), is een Franse zangeres van Malinese afkomst. Ze brak in 2018 internationaal door met het nummer Djadja.

## Biografie
Nakamura werd geboren in Bamako en bracht haar eerste levensjaren door in Kayes. Ze was de oudste van vijf kinderen. Volgens de zangeres was haar moeder afkomstig uit een familie van traditionele verhalenvertellers (zogenoemde griots: zangers en dichters uit de orale traditie). Nadat zij met haar familie naar Frankrijk geëmigreerd was, woonde zij in een H.L.M. in Aulnay-sous-Bois. In Frankrijk heeft zij een modeopleiding gevolgd.
Toen zij later in de muziek ging, nam zij de artiestennaam Nakamura aan, naar de naam van het karakter Hiro Nakamura uit de NBC-televisieserie Heroes. Nakamura bracht haar muziek, waaronder de nummers Karma en J'ai mal, online uit, wat haar veel volgers opleverde. Dembo Camara, een oude vriend van haar, werd haar producer en manager. Haar nummer Brisé, geschreven door Christopher Ghenda, werd op YouTube 13 miljoen keer bekeken en haar duet Love d'un voyou met rapper Fababy werd een top 10-hit in Frankrijk.
Nakamura bracht in 2017 haar debuutalbum Journal intime uit, waarop een aantal gastartiesten zijn te horen. Haar bekendheid in Frankrijk groeide hiermee snel. Ze gaf tevens een drukbezocht concert in het Modibo-Keita-stadion in haar geboortestad Bamako, waar ze in het voorprogramma stond van de Nigeriaanse ster Davido.
In 2018 bracht Nakamura het nummer Djadja uit, waarmee ze internationaal doorbrak. Het behaalde in diverse landen de hitlijsten en werd niet alleen een nummer 1-hit in Frankrijk, maar ook in Nederland. In Vlaanderen werd het nummer bekroond met viermaal platina. De bijhorende videoclip werd bovendien ruim 690 miljoen keer bekeken via YouTube. In november 2018 verscheen het album Nakamura, dat met name in Frankrijk, Nederland en België een groot succes werd. De single Copines leverde haar een tweede Franse nummer 1-hit op.
In 2020 scoorde Nakamura opnieuw een grote hit met Jolie nana, dat werd uitgebracht als voorloper op haar derde album Aya.
Bij de opening van de Olympische Spelen van Parijs in 2024 bracht zij onder meer haar hit Djadja naar voren. Een lied van Edith Piaf, Hymne à l'amour, werd bij de afsluiting van de openingsceremonie niet door Nakamura maar door Céline Dion gezongen.

## Discografie

### Albums
| Album met eventuele hitnotering(en) in de Nederlandse Album Top 100 | Datum van verschijnen | Datum van binnenkomst | Hoogste positie | Aantal weken | Opmerkingen |
| ------------------------------------------------------------------- | --------------------- | --------------------- | --------------- | ------------ | ----------- |
| Nakamura                                                            | 2018                  | 10-11-2018            | 10              | 91           |             |
| Aya                                                                 | 2020                  | 21-11-2020            | 36              | 5            |             |

| Album met hitnotering(en) in de Vlaamse Ultratop 200 albums | Datum van verschijnen | Datum van binnenkomst | Hoogste positie | Aantal weken | Opmerkingen |
| ----------------------------------------------------------- | --------------------- | --------------------- | --------------- | ------------ | ----------- |
| Journal intime                                              | 2017                  | 02-09-2017            | 143             | 1            |             |
| Nakamura                                                    | 2018                  | 10-11-2018            | 29              | 103*         | Platina     |
| Aya                                                         | 2020                  | 21-11-2020            | 14              | 12           |             |

### Singles
| Single met eventuele hitnotering(en) in de Nederlandse Top 40 | Datum van verschijnen | Datum van binnenkomst | Hoogste positie | Aantal weken | Opmerkingen                             |
| ------------------------------------------------------------- | --------------------- | --------------------- | --------------- | ------------ | --------------------------------------- |
| Djadja                                                        | 2018                  | 18-08-2018            | 1 (2wk)         | 18           | Nr. 1 in de Single Top 100 / 2x Platina |
| Copines                                                       | 2019                  | 12-01-2019            | tip11           | -            | Nr. 46 in de Single Top 100             |
| Jolie nana                                                    | 2020                  | 15-08-2020            | 22              | 9            | Nr. 18 in de Single Top 100             |
| Bobo                                                          | 2021                  | 12-06-2021            | tip12           | 6            |                                         |

| Single met hitnotering(en) in de Vlaamse Ultratop 50 | Datum van verschijnen | Datum van binnenkomst | Hoogste positie | Aantal weken | Opmerkingen |
| ---------------------------------------------------- | --------------------- | --------------------- | --------------- | ------------ | ----------- |
| Djadja                                               | 2018                  | 25-08-2018            | 16              | 22           | 4x Platina  |
| Copines                                              | 2018                  | 22-09-2018            | tip24           | -            | Goud        |
| Pookie                                               | 2019                  | 20-07-2019            | 18              | 23           | 3x Platina  |
| Claqué                                               | 2019                  | 02-11-2019            | tip             | -            |             |
| 40%                                                  | 2019                  | 04-01-2020            | tip15           | -            |             |
| Jolie nana                                           | 2020                  | 01-08-2020            | 8               | 18           | 2x Platina  |
| Doudou                                               | 2020                  | 17-10-2020            | tip20           |              |             |
| Plus jamais                                          | 2020                  | 17-10-2020            | tip5            |              | met Stormzy |

## Overige singles
- Love d'un voyou (2015, met Fababy)
- Super héros (2016, met Gradur)
- Djadja Remix (2018, met Maluma)
- Doudou (2020)